# 捍衛生死線
《捍衛生死線》（英語：Replicas）是一部2019年美國科幻驚悚片，由傑佛瑞·納克曼諾夫執導，查德·聖約翰（Chad St. John）根據史蒂芬·哈梅爾（Stephen Hamel）所構想的故事撰寫劇本。其主演包括基努·李維、艾莉絲·伊芙、湯瑪士·米德迪奇、艾蜜莉·艾琳·林德及安傑·安東尼。劇情描述一名科學家不惜違反自然界法則和道德也試圖將在車禍中去世的家人復活。《捍衛生死線》由娛樂製片發行公司定檔2019年1月11日在美國上映。

## 劇情
在總部位於波多黎各 阿雷西博（Arecibo）的拜奧奈（Bionyne）公司任職的神經學科學家威廉·佛斯特正研究如何將人類意識轉移到機器人的電子腦中。當將已死亡的凱利中士的意识轉移到345號實驗體機器人時，凱利中士無法接受機械身體並做出自殘行為，威廉只能將其電源拔除。
威廉一家人利用週末要搭艾德的船出遊，在駕駛汽車前往港口途中傾盆大雨、視線不良差點與迎面而來的大卡車相撞，威廉的妻子莫娜卻被倒下並穿透前擋風玻璃的樹幹刺中腹腔，慌亂中威廉駕著車撞向路標衝下河流，莫娜、蘇菲、麥特、柔依全部死亡。威廉緊急找來艾德將四人的意識全部錄下儲存，並利用拜奧奈公司的設備培養出複製人，但是因為只有三套培養槽，威廉只能放棄復活小女兒柔依，並將家中所有有關柔依的事物全部移除。
威廉經過多次模擬都無法成功轉移意識，意外意识到生物大腦無法識別金屬的身體而無法產生意識，所以威廉选择直接将三人的意识转移到三人的复制人中，使他们順利复活，之后也編寫出一套程式讓电子大腦的意识相信自己有一具有血有肉的身體。此時又有捐贈者送來準備進行意識轉移試驗，威廉趁機將自己的意識錄下儲存。之后莫娜告訴威廉自己無法記得昨天晚餐吃了什麼，也不記得向診所請過假，也不記得搭船出遊的事，威廉哄騙她可能是發燒了休息一下就好。
威廉在編寫可將自己意识順利轉移到345號機器人的程式時，蘇菲卻夢到莫娜死了並驚醒，威廉安慰並哄睡蘇菲後改寫蘇菲有關車禍死亡的記憶時被莫娜發現，威廉只能告訴莫娜，她和两个孩子在車禍中死亡，他將他們三人復活的事實。威廉一家人在外與艾德會合購買聖誕樹時，莫娜瞥見一名紅衣小女孩的身影。
晚上用餐時，蘇菲問起誰是柔依，因為她發現有人在壁櫥用蠟筆寫了柔依，莫娜也想起蘇菲房裡的原本是雙層床，及走道上有放過相片框，而這些是威廉在清除柔依事物時的漏網之魚，此時瓊斯登門拜訪，向威廉攤牌他已知道莫娜、蘇菲、麥特是複製人，並要求威廉交出可欺騙大腦擁有血肉身驅的程式。威廉趁假意要將程式交給瓊斯時將其打暈後，將欺騙大腦的程式包附錫箔放入微波爐銷毀。同時莫娜問起誰是柔依，威廉才告知莫娜，柔依是他們的小女兒，因無法復活所有人，只能將他們三人對柔伊的記憶全部刪除，且告知她拜奧奈公司要殺死他们；威廉帶著柔伊的意識備份和家人一起逃走。
途中被拜奧奈公司保鑣追上，蘇菲、麥特兩在車上爭論是否蘇菲的手機被追蹤到，威廉說出拜奧奈會在實驗體內植入追蹤器，他們三人在培養槽裡時追蹤器就已經植入在脊椎裡，靠中樞神經統供電所以無法取出，他們只能折返莫娜任職的診所以電擊器將三人的追蹤器破壞。之後驅車往港口欲搭艾德的船逃離，就在威廉下車去船上偵查時，莫娜三人被拜奧奈的保鑣擄走帶往實驗室，艾德也在那裡，这是因為艾德沒处理掉莫娜四人本尊的屍體，被瓊斯發現；此時威廉也到了實驗室，在以欺騙大腦程式為籌碼判時，瓊斯突然將艾德杀掉，威廉以交出程式幌子將自己的意識轉移到345號機器人上。
在345號對付三名保鑣時，威廉和莫娜帶著孩子逃到外面車上，威廉回到實驗室和瀕死的瓊斯達成協議后才离开，345号的威廉將瓊斯的意識轉移到複製人上，並由345號協助其開展將瀕死人類意識轉移到複製人以延長壽命的業務。在熱帶島嶼上，蘇菲、麥特在海灘上追逐玩耍，威廉帶著复活的柔依與莫娜會合。

## 演員
- 基努·李維飾演威廉·「威爾」·佛斯特（William "Will" Foster）
- 艾莉絲·伊芙飾演莫娜·佛斯特（Mona Foster）
- 湯瑪士·米德迪奇飾演艾德·懷特爾（Ed Whittle）
- 艾蜜莉·艾琳·林德飾演蘇菲（Sophie）
- 安傑·安東尼飾演麥特·佛斯特（Matt Foster）
- 尼亞切·海鄧迪（英语：Nyasha Hatendi）飾演史考特（Scott）
- 約翰·歐提茲（英语：John Ortiz）飾演瓊斯（Jones）

## 製作
該片由信實影業和簽約共同出資，並由洛倫佐·迪·波納文圖拉和史蒂芬·哈梅爾（Stephen Hamel）製作，而主演基努·李維、高敬東（Mark Gao）、路易士·A·雷夫庫哈（Luis A. Riefkohl）也共同擔任監製。其主要拍攝於2016年8月10日在波多黎各開始進行。

## 發行
《捍衛生死線》在2017年多倫多國際影展上以400萬美元的價格賣出，由娛樂製片發行公司定於2019年1月11日在美國上映。而中國大陸則早於2018年11月23日上映。

## 外部連結
- 互联网电影数据库（IMDb）上《捍衛生死線》的资料（英文）
- 豆瓣电影上《克隆人》的資料 （简体中文）
- 时光网上《克隆人》的資料（简体中文）